# Slowakische EU-Ratspräsidentschaft 2016
Die Slowakische Ratspräsidentschaft bezeichnet den Vorsitz der Slowakei im Ministerrat der EU für die zweite Jahreshälfte 2016. Damit setzt sie die Trio-Ratspräsidentschaft der Niederlande, Slowakei und von Malta fort. Es ist der erste Ratsvorsitz der Slowakei, das seit dem Jahr 2004 Mitglied der Europäischen Union ist.

## Prioritäten der slowakischen EU-Ratspräsidentschaft

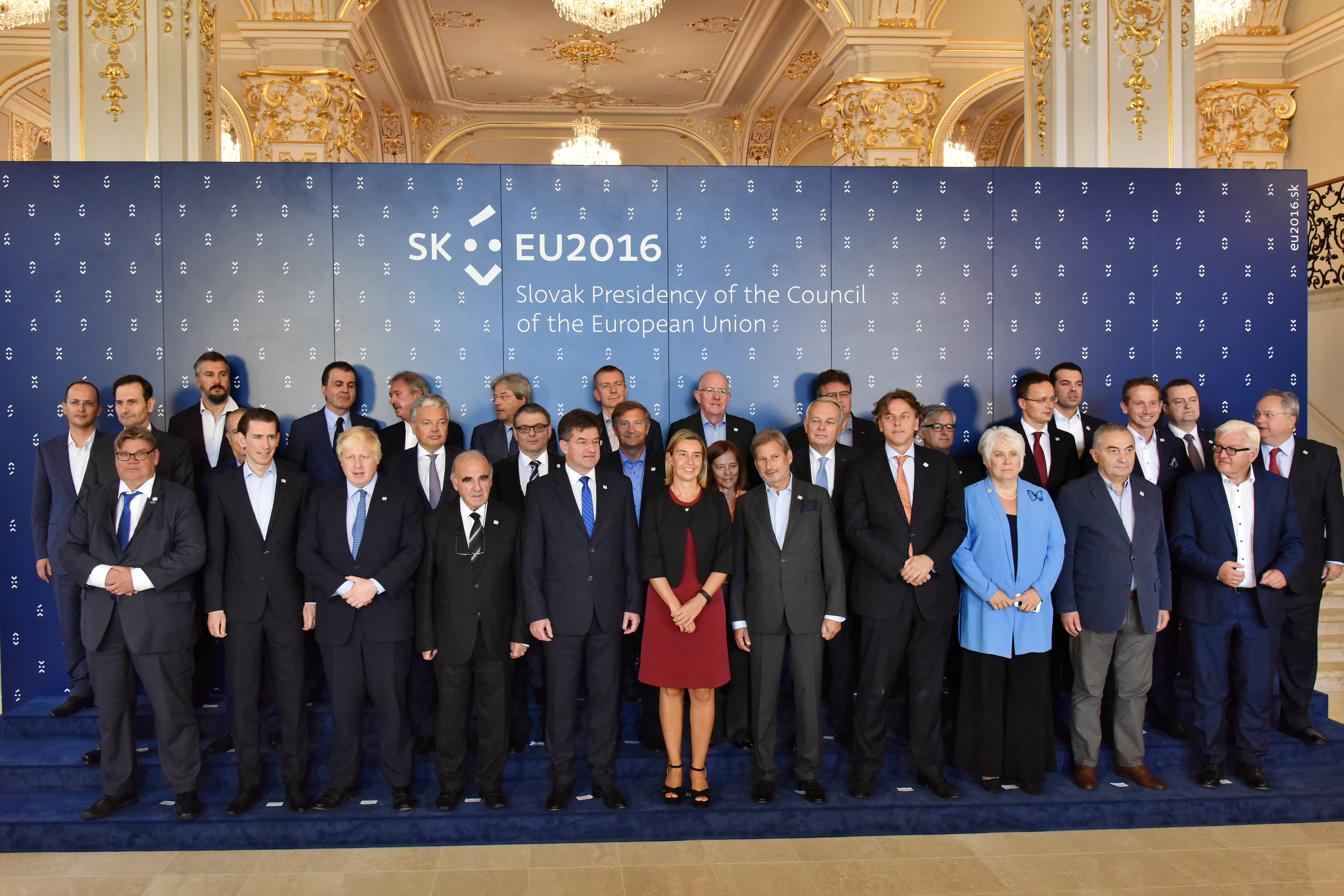
Familienfoto der Außenminister

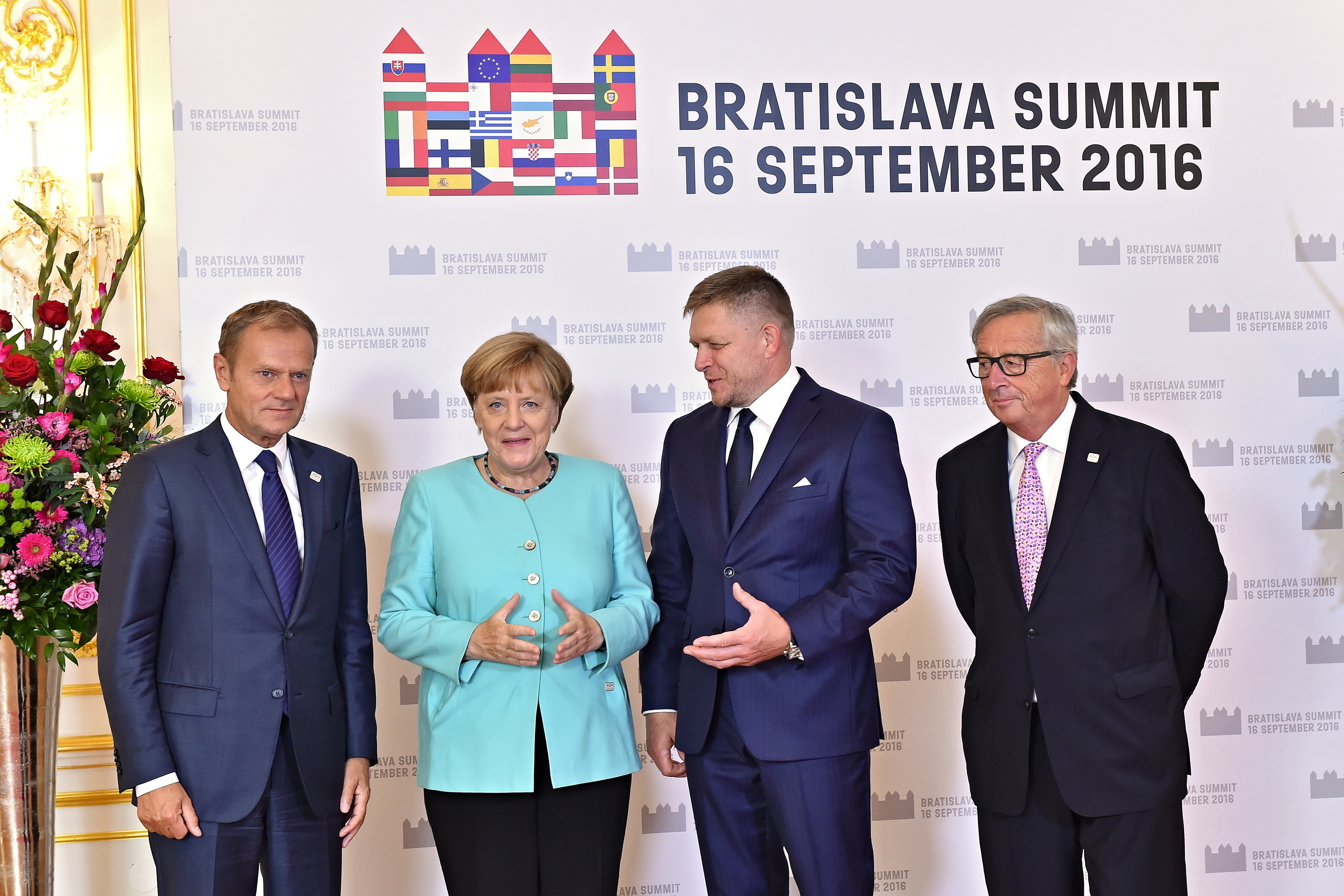
Begrüßung von Kanzlerin Merkel durch drei Präsidenten der Europäischen Union

Die Priorität der Slowakei ist es, die Präsidentschaft dazu zu nutzen, dass die EU-Erweiterung, die Entwicklung der Beziehungen mit der Türkei und den Ländern des Westbalkans im Mittelpunkt der europäischen Agenda bleiben.
Im Bereich Stabilität der Eurozone und des Euros will sich die Slowakei auf eine konsequente Umsetzung der Reformen in den Mitgliedsländern konzentrieren, die Hilfe aus den Rettungsmechanismen erhielten.
Im Bereich Migration will man Akzente auf das Treffen von einheitlichen europäischen Maßnahmen legen, die zur Lösung der Migrantenkrise führen werden. Ebenso wird die Slowakei die Schaffung der Energieunion unterstützen, um den Mitgliedsländern sichere, preisgünstige und nachhaltige Energie zur Verfügung stellen zu können. Die Schlüsselpriorität ist dabei die Erhaltung des slowakisch-ukrainischen Gaskorridors.
Die Slowakei will auch weiterhin die Zusammenarbeit im Rahmen der Visegrád-Gruppe sowie mit anderen europäischen und globalen Partnern weiterentwickeln.
- Wirtschaftswachstum
- digitaler Binnenmarkt
- Schaffung der Energieunion
- Migration
- Erweiterung der EU

Während ihrer Ratspräsidentschaft wird die Slowakei weiterhin die Vertiefung der Wirtschafts- und Währungsunion (WWU) unterstützen, die zur Steigerung der Wettbewerbsfähigkeit beitragen soll. Weitere wichtige wirtschaftliche Fragen, auf die eingegangen wird, sind die Verhandlungen über den EU-Haushalt für 2017 und die Schaffung der Kapitalmarktunion.
Im Bereich Schaffung des digitalen Binnenmarktes wird während des slowakischen EU-Ratsvorsitzes das Augenmerk auf folgenden Punkten liegen: Abbau von Hemmnissen für die digitale Wirtschaft, Vereinfachung der Nutzung von elektronischen Diensten und des Marktzugangs, Verfügbarkeit von digitalen Inhalten sowie hohes Verbraucherschutzniveau.
Das Ziel des slowakischen Vorsitzes im Bereich Migration ist es, in erster Linie die Politik des Schutzes der Außengrenzen der EU zu verfolgen und die Integrität des Schengen-Raums zu wahren. Besondere Aufmerksamkeit wird der positiven Agenda gewidmet, zum Beispiel dem Vorschriftenpaket zum Thema intelligente Grenzen, das zur Bekämpfung der irregulären Einwanderung beitragen und die Abfertigung von Passagieren mit moderner Technik beschleunigen soll.
Eine der Herausforderungen für die Europäische Union sind die Krisenherde in ihrer Nachbarschaft. Da die Erweiterung der EU das wirksamste Mittel einer positiven Veränderung in diesem Bereich darstellt, wird sich die Slowakei während der Ratspräsidentschaft vor allem auf die Erhaltung der Dynamik und Glaubwürdigkeit des Erweiterungsprozesses konzentrieren.

## Logo
Anfang 2016 stellte die Slowakei offiziell das Logo ihrer EU-Ratspräsidentschaft vor. Das Logo ist in den Farben der Flagge bzw. des Wappens der Slowakei – weiß-blau-rot – gehalten. Das aus den diakritischen Zeichen des Slowakischen Alphabets zusammengesetzte Gesicht im Logo soll als spielerisches Element auf die Slowakei als junges und dynamisches Land hinweisen und positive Emotionen wecken.
Der Gestalter des Logos ist 23-jährige Künstler und Designer James Dušička, der an der Akademie der bildenden Künste in Bratislava studiert. Das Logo Dušičkas gewann die offene Ausschreibung aus mehr als 200 Vorschlägen.

## Weiteres
- Rat der Europäischen Union
- Vorsitz im Rat der Europäischen Union